# Phorbas gravidus
Phorbas gravidus är en svampdjursart som först beskrevs av Arthur Dendy 1896.  Phorbas gravidus ingår i släktet Phorbas och familjen Hymedesmiidae. Inga underarter finns listade i Catalogue of Life.